# デルマーク・レコード
デルマーク・レコード (Delmark Records)は、アメリカ合衆国イリノイ州シカゴのブルース、ジャズのレコードレーベル。1953年、ボブ・ケスターによってミズーリ州セントルイスにデルマー・レコードの名で設立された。デルマーとは、設立当初の事務所があった通りの名前であった。

## 歴史
5年後の1958年に拠点をシカゴに移す。レーベル名は著作権上問題などを解消するために現在のデルマーク・レコードに変更された。ケスターは、またシカゴ市内に「ジャズ・レコード・マート」というレコード店も開店している。ブルースやジャズのレコードは購入する客層が限られており、デルマークがレコードを発表するたびに、レコード店の経営は窮地に陥ったという。デルマークはマジック・サム、バディ・ガイ、スリーピー・ジョン・エステス、アーサー・クルーダップ、ジミー・ドーキンス、ジュニア・ウェルズ、JBハットーらのレコードを発表した
アリゲーター・レコードのブルース・イグロアは、かつてデルマークの従業員であり、ハウンド・ドッグ・テイラーのレコードをリリースすることを目的にデルマークを辞めてレーベルを設立した。
ボブ・ケスターのレコード店はシカゴの家賃高騰のため、2016年につぶれている。しかしケスターは、ボブズ・レコード・ショップを開店した。デルマークは50年以上の歳月を経てもなお新譜をリリースし、米国の独立系レーベルとしては最古のレーベルの一つである。ボブ・ケスターは、惜しくも2021年に88歳で死去した。

## 代表的アーティスト
デルマークがリリースしたアーティストのリスト

### ブルース
- ジュニア・ウェルズ
- オーティス・ラッシュ
- ルーサー・アリソン
- キャリー・ベル
- ルリー・ベル
- ジミー・ドーキンズ
- ジミー・バーンズ
- スリーピー・ジョン・エスティス
- J.B.ハットー
- ジミー・ジョンソン
- ウィリー・ケント
- ロバート・ロックウッド・ジュニア
- マジック・サム
- ビッグ・ジョー・ウィリアムズ

### ジャズ
- アート・アンサンブル・オブ・シカゴ
- ソニー・スティット
- サン・ラ
- バド・パウエル
- カミオ・エルザバール
- ドナルド・バード